# Dolihil-fosfat b-D-manoziltransferaza
Dolihil-fosfat -manoziltransferaza (EC 2.4.1.83, GDP-Man:DolP manoziltransferaza, dolihil manozil fosfat sintaza, dolihil-fosfo-manoza sintaza, GDP-manoza:dolihil-fosfat manoziltransferaza, guanozin difosfomanoza-dolihol fosfat manoziltransferaza, dolihol fosfat manozna sintaza, dolihil fosfatna manoziltransferaza, dolihil-fosfat manozna sintaza, GDP-manoza-dolihol fosfatna manoziltransferaza, GDP-manoza-dolihilmonofosfatna manoziltransferaza, manozilfosfodoliholna sintaza, manozilfosforildolihol sintaza) je enzim sa sistematskim imenom GDP-manoza:dolihil-fosfat beta-D-manoziltransferaza. Ovaj enzim katalizuje sledeću hemijsku reakciju
GDP-manoza + dolihil fosfat {\displaystyle \rightleftharpoons } GDP + dolihil D-manozil fosfat
Ovaj enzim deluje samo na dugolančane poliprenil fosfate i alfa-dihidropoliprenil fosfate koji su suži od C35.

## Literatura
- Nicholas C. Price; Lewis Stevens (1999). Fundamentals of Enzymology: The Cell and Molecular Biology of Catalytic Proteins (Third изд.). USA: Oxford University Press. ISBN 019850229X.
- Eric J. Toone (2006). Advances in Enzymology and Related Areas of Molecular Biology, Protein Evolution (Volume 75 изд.). Wiley-Interscience. ISBN 0471205036.
- Branden C; Tooze J. Introduction to Protein Structure. New York, NY: Garland Publishing. ISBN 0-8153-2305-0.
- Irwin H. Segel. Enzyme Kinetics: Behavior and Analysis of Rapid Equilibrium and Steady-State Enzyme Systems (Book 44 изд.). Wiley Classics Library. ISBN 0471303097.

## Spoljašnje veze
- Dolichyl-phosphate+beta-D-mannosyltransferase на 